# Jacqueline Bertin-Lequien
Jacqueline Marguerite Odette Bertin dite Jacqueline Bertin-Lequien, née le 6 juin 1917 à Paris 15e et morte le 27 février 1987 à Paris 13e, est une Française élue Miss Paris puis Miss France 1933 .
Elle est la 9e Miss France. Elle représentera la France à Miss Europe à Madrid, puis à Miss Univers aux États-Unis.

## Élection

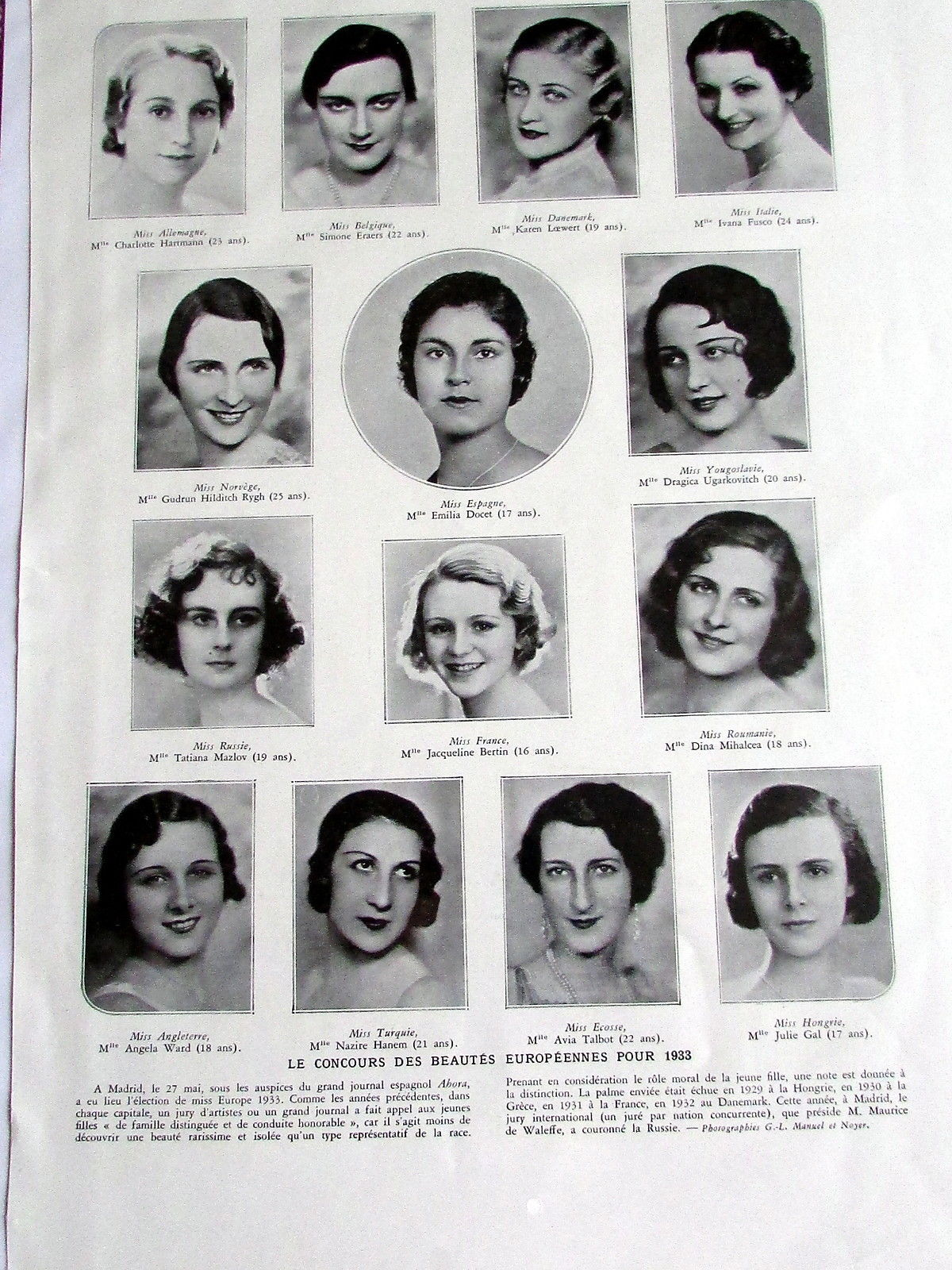
Jacqueline Bertin et les participantes au concours Miss Europe 1933.

Fille d'un officier d'infanterie coloniale, Jacqueline Bertin est élue Miss France à Paris le 8 avril 1933  dans les salons du journal Comœdia, par un jury présidé par Paul Chabas et parmi 50 candidates. Elle a alors à peine 16 ans et vient de passer la première partie du baccalauréat au lycée Victor-Duruy, où elle termine ses études.
Jacqueline Bertin ne reprendra pas ses études et se mariera trois ans plus tard.